# شاتو دو لاندسبرغ
شاتو دو لاندسبرغ هي قلعة تقع في بلديات فرنسا هيليغينستين في الراين الأسفل (إقليم فرنسي) أقاليم فرنسا في ألزاس فرنسا.
تأريخ بناء القلعة يعود إلى القرون الثاني عشر، القرن الثالت عشر والقرن الخامس عشر. وهذه الأرض هي ملك لدير نيدرمونستر. والقلعة مملوكة من القطاع الخاص. وقد أدرجت القلعة منذ عام 1965 باعتبارها نصب تاريخي من قبل وزارة الثقافة الفرنسية.

## تأريخها
بنيت القلعة في القرن الثالث عشر من قبل كونراد دي لاندسبرغ لتوفير الدفاعات عن كنائس مونت سانت أوديل، نيدرمونستر، تراوتنهانسين وأندلاو